# Operatie Frühlingssturm
Operatie Frühlingssturm was een offensief van de Duitse Wehrmacht in Syrmië in januari 1945, dat ten doel had een beter verdedigbare linie in te nemen en tegelijk te proberen een deel van de Joegoslavische troepen te omsingelen en uit te schakelen. In twee dagen tijd gelukte dit en de partizanen-eenheden leden zware verliezen. In Joegoslavische documenten wordt deze operatie veelal aangeduid met Operatie Wintergewitter.

## Inleiding
De geslaagde aanval bij Otok op 3 januari 1945 nam het onmiddellijke gevaar voor de zuidflank van de Duitsers in Syrmië weg, maar de NOVJ-troepen (Narodnooslobodilačka vojska Jugoslavije (Volksbevrijdingsleger van Joegoslavië)) waren nog steeds in het bezit van de Nibelungenlinie die een beter verdedigingspotentieel bood dan de Groene linie. Heeresgruppe E had daarom besloten een veel grotere operatie uit te voeren, om de voormalige hoofdlinie te heroveren en de partizanen een verlammende slag toe te brengen. Het plan voorzag in de 7. SS-Freiwilligen-Gebirgs-Division Prinz Eugen en de 117e Jägerdivisie door te breken in de noordelijke sector rond Sotin en dan snel op te rukken naar Tovarnik en Šid, waardoor het grootste deel van het 1e Leger NOVJ tussen hen en de vanuit het westen aanvallende 41e Vestingsdivisie ingesloten zou worden.

## Slagorde

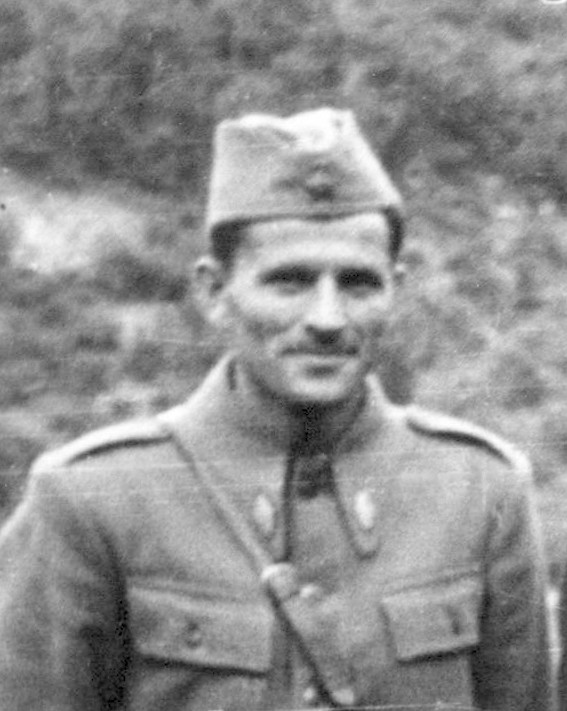
Luitenant-generaal Peko Dapčević leidde het 1e Leger

### Duitse troepen
- 34e Legerkorps z.b.V. (General der Flieger Hellmuth Felmy)
  - 7. SS-Freiwilligen-Gebirgs-Division Prinz Eugen (SS-Brigadeführer Otto Kumm)
  - 117e Jägerdivisie (Generalleutnant August Wittmann)
  - 41e Vestingsdivisie (Generalleutnant Wolfgang Hauser)

### NOVJ-troepen
- 1e Leger (Luitenant-generaal Peko Dapčević)
  - 1e Proletarische Divisie (Generaal-majoor Vaso Jovanović)
  - 2e Proletarische Divisie (Generaal-majoor Sredoje Urošević)
  - 5e Krajina-divisie (Generaal-majoor Milutin Morača)
  - 6e Lika Divisie (Generaal-majoor Đoko Jovanić)
  - 11e Krajina-divisie
  - 21e Servische Divisie (Luitenant-kolonel Vlado Bajić)

## Het offensief
Op 17 januari 1945 om 04:30 uur ging het Duitse 34e Legerkorps z.b.V. in de aanval. Na een korte, maar hevige artillerie-voorbereiding langs de hele linie, vielen de Duitse troepen aan. De 7e SS-Divisie trok op vanuit Sotin en brak door de 5e Krajina-divisie en bezette ’s avond Tovarik. De 117e Jägerdivisie bezette op de eerste dag Mohovo en Lovas. De 41e Vestingsdivisie had op de eerste dag de 1e Proletarische Divisie aangevallen. In totaal waren de Duitsers zo’n 8 km opgerukt.
Het hoofdkwartier van het 1e leger gaf laat in de avond van 17 januari, een bevel aan zijn troepen voor de stellingname voor de volgende dag. De 21e Servische Divisie werd uit de reserve gehaald en zou het gebied Ilok- Šarengrad voor zijn rekening nemen en daarmee de 5e Divisie ontlasten. De 1e Proletarische Divisie lag voor Šid en verdedigde de toegang. De 6e Proletarische Divisie moest posities in nemen in het gebied van Mala Vašica - Adaševci - Bačinci, met een brigade in Ilinci. De 11e Krajina-divisie bleef legerreserve rond Gibarac. Ten slotte schermde de 1e Cavaleriebrigade de lijn Adaševci-Morović. Verder werd de 2e Proletarische Divisie versneld vanuit Belgrado naar het front gebracht.
Op 18 januari rukte de 7e SS-Divisie verder op en na stevige gevechten met de 1e Proletarische Divisie werd Šid ten slotte tegen de avondschemering ingenomen. Vervolgens draaide de divisie richting Berkasovo. De 117e Jägerdivisie bezette op 18 januari het dorp Novak Bapska en vervolgens Šarengrad en drukte daarmee zowel de 21e als de 5e Divisie weg. De 41e Vestingsdivisie voegde zich die dag bij de 7e SS-Divisie op de lijn Tovarnik – Ilinci. Deze penetratie van de Duitse eenheden richting Šid, dwong de 6e Lika Divisie (op de zuidelijke vleugel) om zich terug te trekken.
Een voorstel van de staf van het 34e Legerkorps z.b.V. om de goed lopende aanval voort te zetten richt volgende doelen, werd door Heeresgruppe E afgewezen, omdat er geen operationeel succes van verwacht kon worden. Sterker nog, het korps kreeg de opdracht om een stukje terug te trekken naar de Nibelungen linie en daarbij ook Šid weer op te geven. Vanaf 19 tot 23 januari voerden de Duitse eenheden een terugtocht uit het boekje uit en keerden in de Nibelungen-linie terug. De NOVJ-troepen roken hun kans en vielen vol aan. Dit resulteerde echter alleen in zware verliezen. De 41e Vestingsdivisie had intussen deze tijd gebruikt om de stellingen weer in orde te maken. Het 1e Leger deed een laatste poging op de 23e om 18:00 uur om de verdediging van de vijand te doorbreken bij Lovas en Tovarnik, maar de uitgeputte vijf divisies en een brigade faalden.
De 117e Jägerdivisie en 41e Vestingsdivisie bezetten vervolgens de linie. De 7e SS-Divisie werd van het front teruggetrokken. 

## Luchtsteun

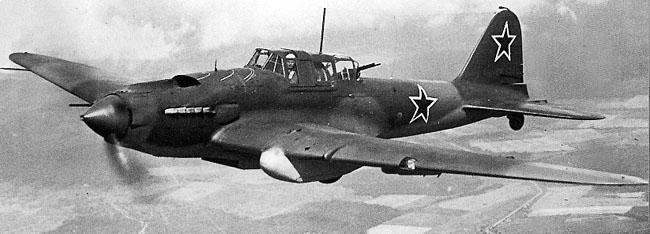
Een Iljoesjin Il-2 zoals deze gaven luchtsteun.

Luchtsteun aan de NOVJ-strijdkrachten werd gegeven door de Luchtgroep Vitruk (Generaal-majoor Andrey N. Vitruk). Deze bestond uit:
- - 10e Garde Grondaanval Divisie: uitgerust met Il-2 grondaanvalsvliegtuigen
  - 236e Jachtvliegtuig Divisie: uitgerust met Jakovlev Jak-1 en Jakovlev Jak-9 jagers

Van 17 tot 23 januari 1945 vloog de groep Vitruk in totaal 641 missies ter ondersteuning van het 1e Leger, waarvan 493 in de eerste drie dagen. Daarbij lieten ze 1.640 bommen vallen en claimden o.a. 19 tanks te hebben vernietigd en 1.782 (Duitse) soldaten te hebben gedood. 

## Verliezen
Het 1e Leger had zware klappen gekregen en de verliezen waren hoog, in totaal 8.433 man. Daarnaast ging veel materieel verloren, o.a. aan geschut/artillerie 23 antitankkanonnen 45 mm, 15 76 mm kanonnen (ZiS-3) en 3 houwitsers 122 mm.
De 1e Proletarische Divisie leed een verlies van 20% van haar sterkte - 243 doden, 648 gewonden en 1.638 vermisten in de eerste twee dagen van gevechten. In drie dagen van gevechten leed de 5e Divisie ook zware verliezen (meeste op 17 januari) en wel 434 doden, 727 gewonden, 490 vermisten en 12 gevangenen.
| Divisie                  | Doden | Gewonden | Vermisten |
| ------------------------ | ----- | -------- | --------- |
| 1e Proletarische Divisie | 483   | 1.548    | 1.666     |
| 2e Proletarische Divisie | 91    | 326      | --        |
| 5e Krajina-divisie       | 452   | 810      | 462       |
| 6e Lika Divisie          | 198   | 883      | 9         |
| 11e Krajina-divisie      | 130   | 454      | 96        |
| 21e Servische Divisie    | 178   | 647      | --        |
| Totaal                   | 1.532 | 4.668    | 2.233     |

Zoals altijd waren van beide zijden de toegebrachte verliezen veel te hoog aangegeven. Het 34e Legerkorps z.b.V. maakte bekend dat de partizanen 12.000 doden hadden verloren. Dit kwam zelfs in de OKW dagboeken. Volgens het 1e Leger, leden ook de Duitsers zware verliezen van naar schatting 9.000 man. Volgens de Wehrmacht zelf waren dit slechts 188 doden en 1.047 gewonden.